# Land of Hope and Glory

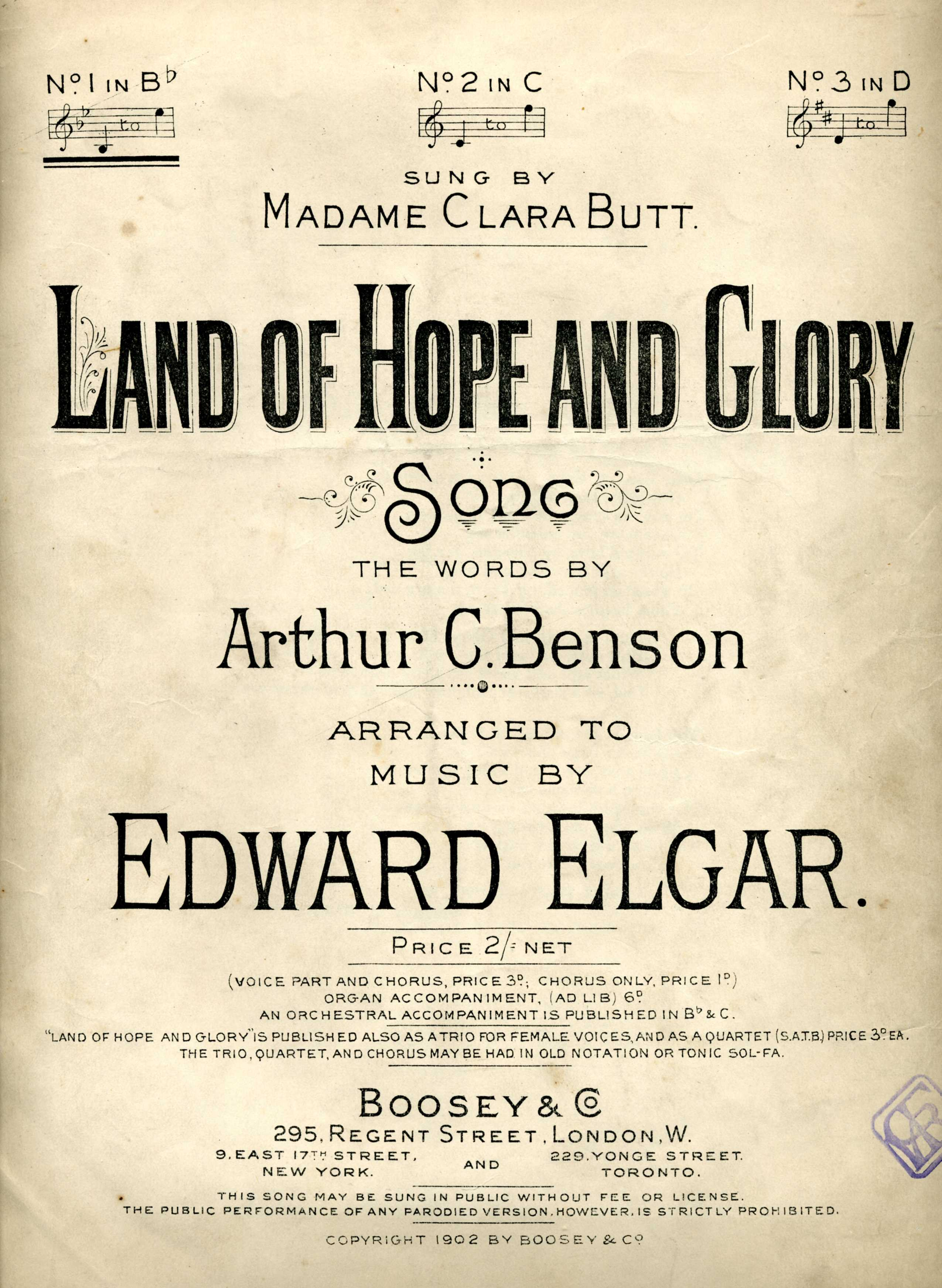
Okładka utworu "Land of Hope and Glory" wydawnictwa Boosey & Co. 1902.

Land of Hope and Glory (Kraj nadziei i chwały) – brytyjska pieśń patriotyczna. Muzyka do utworu została zaczerpnięta z marszów autorstwa angielskiego kompozytora romantycznego, Sir Edwarda Elgara, Pomp and Circumstance.
Pieśń pełni funkcję hymnu państwowego reprezentacji Anglii na Igrzyskach Wspólnoty Narodów – podczas gdy hymnem Anglii jako części Zjednoczonego Królestwa pozostaje God Save the King.

## Historia utworu
Muzykę do pieśni stanowi fragment potrójnego tematu Marsza Nr. 1 z serii Pomp and Circumstance autorstwa Elgara. Słowa dopisano do melodii po sugestii brytyjskiego króla, Edwarda VII, który powiedział kompozytorowi, że z tej muzyki można stworzyć wspaniałą pieśń. Gdy Elgarowi polecono dopracowanie utworu na koronację króla, skomponował on dzieło zatytułowane „Oda Koronacyjna”, do którego słowa napisał znany poeta i eseista, A.C.Benson. Melodia zawarta w Marszu wybrzmiewa w siódmej i ostatniej części Ody.
Z powodu choroby króla koronację przełożono. Elgar napisał odrębną pieśń, którą w czerwcu 1902 roku zaśpiewała po raz pierwszy Clara Butt, uznana brytyjska kontralcistka. Wzięto tylko pierwszą z siedmiu końcowych strof Ody i wpleciono w cztery pierwsze wersy drugiej zwrotki Kraju nadziei. Ta druga zwrotka jest obecnie najczęściej śpiewanym fragmentem utworu, podczas gdy pierwsza i ostatnia strofa popadają w zapomnienie.

## Pieśń a Imperium
Wzmianka w tekście pieśni o poszerzaniu granic Imperium brytyjskiego zdaje się odnosić do drugiej wojny burskiej, wygranej przez Brytyjczyków niedługo przed napisaniem utworu. W jej wyniku Zjednoczone Królestwo powiększyło znacznie swoje zdobycze terytorialne, bogate w znaczne złoża minerałów.
Wydarzeniem współczesnym powstawaniu utworu była publikacja testamentu brytyjskiego polityka imperialnego, Cecila Rhodesa, który zapisał potomnym swój pokaźny majątek w konkretnym celu pobudzania „poszerzania władzy brytyjskiej na całym świecie” i przedstawił dokładny spis terytoriów, które chciał widzieć opanowanie i skolonizowane przez Brytyjczyków.

## Tekst utworu
| Wersja oryginalna Dear Land of Hope, thy hope is crowned. God make thee mightier yet! On Sov’ran brows, beloved, renowned, Once more thy crown is set. Thine equal laws, by Freedom gained, Have ruled thee well and long; By Freedom gained, by Truth maintained, Thine Empire shall be strong. Land of Hope and Glory, Mother of the Free, How shall we extol thee, who are born of thee? Wider still and wider shall thy bounds be set; God, who made thee mighty, make thee mightier yet, God, who made thee mighty, make thee mightier yet. Thy fame is ancient as the days, As Ocean large and wide; A pride that dares, and heeds not praise, A stern and silent pride; Not that false joy that dreams content With what our sires have won; The blood a hero sire hath spent Still nerves a hero son. | Wersja polska Drogi Kraju Nadziei, twa nadzieja jest ukoronowana. Niech Bóg cię uczyni jeszcze potężniejszym! Na Władcy twego czoło, ukochane, rozsławione, Ponownie nałożono twą koronę. Twe równe prawa, Wolnością zdobyte, Rządziły tobą dobrze i długo; Wolnością zdobyte, Prawdą utrzymane, Twe Imperium mocnym się ostanie. Kraju Nadziei i Chwały, Matko Wolnych ludzi, Jakże możemy cię sławić, którzyśmy z ciebie zrodzeni? Szerzej wciąż i szerzej będą twe granice ustalane; Bóg, który cię potężnym sprawił, niech jeszcze mocniejszym cię uczyni, Bóg, który cię potężnym sprawił, niech jeszcze mocniejszym cię uczyni. Twa sława zna czasy niepamiętne, Jak Ocean długa i szeroka; Duma niezłomna, co nie dba o pochwały, Sroga i milcząca chwała; To nie mylna radość zadowalana przez sny O tym, co nasi ojcowie już zdobyli; Krew, którą przelał bohaterski ojciec Wciąż pobudza bohaterskiego syna. |

## Chwyty gitarowe
[ G ] Dear Land of [ Em ] Hope, thy [ Asus4 ] hope is [ Am ] crowned.
[ Am7 ] God make thee [ D7 ] mightier [ G ] yet!
On [ F# ] Sov’reign [ F#7 ]brows, be-[ Bm ]-loved, re-[ Bm7 ]-nowned,
[ D ] Once more thy [ Bm ]crown is [ Em ] set. [ A ]
Thine [ G ] equal laws, by [ Em ] Freedom gained,
Have [ D ] ruled thee [ Em7 ] well and [ D ] long; [ A7 ]
By [ D ] Free-[ Bm7 ]-dom [ Bm ] gained, by [ G ] Truth [ F#m ] main-[ Em ]-tained,
Thine [ D ] Empire [ A7 ] shall be [ D ] strong. [ D7 ]
[ G ] Land of [ D ] hope and [ Em ] glo-[ G ]-ry,
[ C ] Mother [ G ] of the [ A ] free. [ D ]
[ G ] How [ A ] shall we ex-[ D ]-tol [ Bm ] thee,
[ G ] Who are [ A ] born of [ D ] thee? [ D7 ]
[ G ] Wider [ D ] still and [ Em ] wi-[ G ]-der,
[ C ] Shall thy [ G ] bounds be [ A ] set. [ D ]
[ G ] God, [ A ] who made thee [ D ] migh-[ Bm ]-ty,
[ C ] Make thee [ D ] mightier [ G ] yet. [ G7 ]
[ C ] God, [ D ] who made thee [ G ] migh-[ Em ]-ty,
[ Am7 ] Make thee [ D ] mightier [ G ] yet.

## Inne brytyjskie pieśni patriotyczne
- God Save the King
- Rule Britannia
- Jerusalem